# Жуки (Полтавский район)
Жуки́ (укр. Жуки) — село в Тахтауловском сельском совете Полтавского района Полтавской области Украины.
Код КОАТУУ — 5324085702. Население по переписи 2001 года составляло 1027 человек.

## Географическое положение
Село Жуки находится на одном из истоков реки Полузерье, примыкает к селу Тахтаулово, в 3-х км от города Полтава.

## История
Поселок основан казаком Иваном Яковичем Жученко, отцом Фёдора Жученко. В 1636-м в селении уже существовала церковь.

## Известные жители и уроженцы
- Самийло Величко — казацкий летописец.
- Плескач, Мария Тихоновна (1904—2000) — Герой Социалистического Труда.
- Савченко, Татьяна Устимовна (род. 1926) — Герой Социалистического Труда.
- Трирог, Матрёна Никитовна (1926—2007) — Герой Социалистического Труда.